# (8632) Egleston
(8632) Egleston est un astéroïde de la ceinture principale.

## Description
(8632) Egleston est un astéroïde de la ceinture principale. Il fut découvert le 28 mars 1981 à Harvard par l'observatoire de l'université Harvard. Il présente une orbite caractérisée par un demi-grand axe de 2,62 UA, une excentricité de 0,16 et une inclinaison de 12,2° par rapport à l'écliptique.

## Compléments